# Isabelle Huppert
Isabelle Anne Madeleine Huppert (ur. 16 marca 1953 w Paryżu) – francuska aktorka filmowa, telewizyjna i teatralna zaliczana często do grupy najlepszych światowych aktorów.
Nominowana rekordową liczbę razy do ojczystych nagród filmowych, m.in. 16 razy do nagrody Cezara oraz sześć razy do nagrody Lumières. Otrzymała odpowiednio dwie i cztery statuetki. Laureatka nagród Europejskiej Akademii Filmowej, BAFTA, Lola (Deutscher Filmpreis), David di Donatello; licznych nagród na wielu międzynarodowych festiwalach m.in. w Cannes, Berlinie, Wenecji i Moskwie; Oficer Legii Honorowej. Za główną rolę w filmie Elle (2016) została nominowana do Oscara oraz otrzymała Złoty Glob.
Posiada bogaty dorobek teatralny. Nominowana rekordową liczbę siedmiu razy do nagrody Molière, w 2017 została uhonorowana honorową wersją tej nagrody.

## Życiorys
Do wyboru zawodu aktorki zachęcała ją matka, nauczycielka angielskiego. Dzieciństwo spędziła w podparyskim Ville-d’Avray. Studiowała w Konserwatorium w Wersalu, gdzie dostała nagrodę za swoją grę oraz jednocześnie uczyła się języka rosyjskiego w Instytucie INALCO. Jest absolwentką francuskiej narodowej Akademii Teatralnej CNSAD (w szkole wykładał później m.in. Andrzej Seweryn). Znajomość angielskiego, włoskiego i rosyjskiego pozwala jej na występowanie w filmach obcojęzycznych. Początkowo występowała z sukcesami na scenie teatralnej, gdzie zagrała m.in. tytułową rolę w Medei Eurypidesa.
W 1971 po raz pierwszy pojawiła się na ekranie telewizyjnym, a rok później w kinach w filmie Faustyna i piękne lato. Międzynarodową rozpoznawalność przyniosła jej rola w melodramacie Koronczarka w reżyserii Claude’a Goretty (1977), za którą otrzymała oprócz swojej drugiej nominacji do Cezara także nagrodę BAFTA dla najbardziej obiecującej aktorki. Szybko stała się cenioną aktorką filmową. Western Wrota niebios Michaela Cimino z 1980, w którym nastąpił jej amerykański debiut, początkowo zebrał złe recenzje i był finansową klapą jednak po latach dokonano jego reewaluacji i został doceniony przez część krytyków.
Aktorka zagrała m.in. w filmach Jean-Luca Godarda i Claude’a Chabrola. U tego drugiego grywała bardzo trudne role, m.in. młodej kobiety, która zamordowała swoich rodziców (Violette Nozière, 1978) czy ostatniej kobiety skazanej we Francji na śmierć za wykonywanie aborcji w Sprawie kobiet (1988). Za ten drugi występ otrzymała m.in. puchar Volpiego dla najlepszej aktorki na 45. MFF w Wenecji. W 1995 wystąpiła w kolejnym filmie w reżyserii Chabrola, szeroko docenionym dramacie kryminalnym Ceremonia. Za rolę tę nagrodzona została swoim drugim pucharem Volpiego dla najlepszej aktorki na 52. MFF w Wenecji oraz pierwszym Cezarem dla najlepszej aktorki.
W 2001 zagrała również trudną rolę w dość kontrowersyjnym filmie Michaela Hanekego Pianistka, gdzie wykreowała postać nauczycielki gry na fortepianie, która głęboko skrywa swoje sadomasochistyczne pragnienia seksualne. Za występ ten otrzymała swoją drugą nagrodę dla najlepszej aktorki na 54. MFF w Cannes, spotkał się on także z uznaniem krytyków w Ameryce. Na przeszkodzie rywalizacji o najbardziej znane amerykańskie nagrody filmowe stanęła niefrasobliwość dystrybutora, który nie wysłał odpowiednich dokumentów.
W roku 2002 aktorka wystąpiła w uznanym europejskimi nagrodami filmie kryminalnym 8 kobiet w reżyserii François Ozona. Z kolei z Hanekem współpracowała kilkukrotnie, m.in. w obsypanym na całym świecie nominacjami i nagrodami (w tym także polskim Orłem za najlepszy film europejski) filmie Miłość (2012).
Huppert jest najczęściej w historii, 16-krotnie nominowaną aktorką do nagrody Cezara. Drugi raz zdobyła tę statuetkę za psychologiczny dreszczowiec Elle Paula Verhoevena (2016). Za główną rolę w tym filmie została także po raz pierwszy nominowana do Oscara oraz otrzymała Złoty Glob.
Zasiadała w jury konkursu głównego na 37. MFF w Cannes (1984). Przewodniczyła obradom jury na 62. MFF w Cannes (2009) oraz na 81. MFF w Wenecji (2024).
Podpisała „apel osiemnastu”, który został opublikowany 18 czerwca 1976 przez dziennik Libération. Apel nawoływał do depenalizacji marihuany we Francji.

## Filmy fabularne
- 1971: Le prussien jako Elisabeth

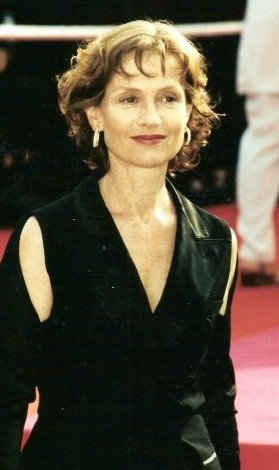
Isabelle Huppert na festiwalu w Cannes (2000)

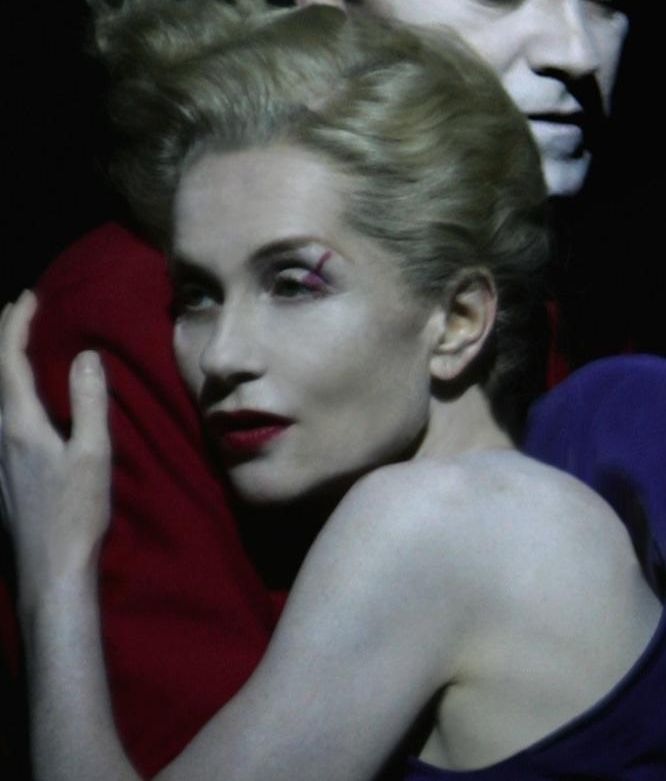
Huppert w przedstawieniu Kwartet w Théâtre de l'Odéon (2006)

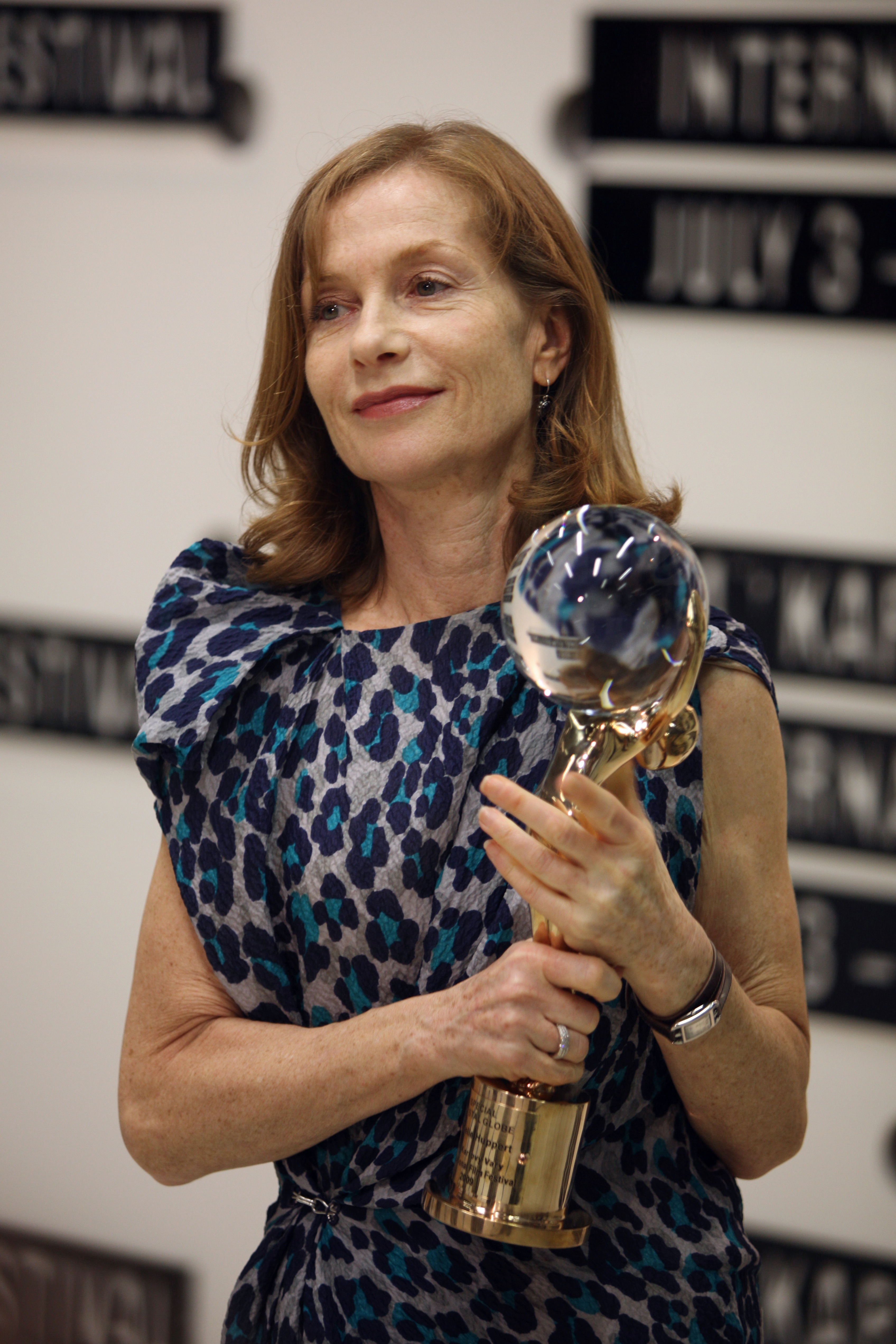
Aktorka z nagrodą specjalną na 44. festiwalu w Karlowych Warach w 2009

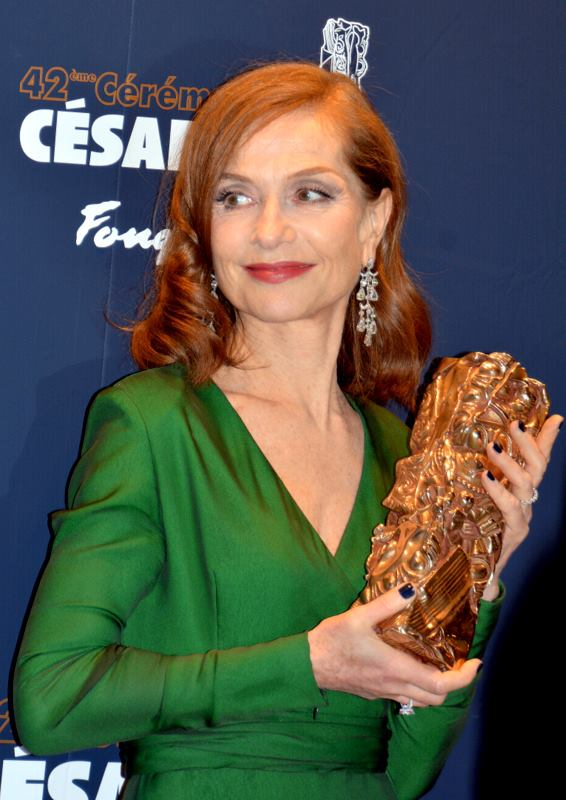
Huppert z Cezarem dla najlepszej aktorki za rolę w filmie Elle w 2017

- 1972: Qui êtes-vous Monsieur Renaudot? jako Marthe
- 1972: Cezar i Rozalia (César et Rosalie) jako Marité
- 1972: Figaro-ci, Figaro-là jako Pauline
- 1972: Bar na skrzyżowaniu (Le bar de la fourche) jako Annie Smith
- 1972: Faustyna i piękne lato (Faustine et le Bel Été) jako Studentka #2
- 1973: Vogue la galère jako Clotilde
- 1973: Le drakkar jako Yolande
- 1973: Le maître de pension jako Annie
- 1973: Histoire vraie jako Adelaïde
- 1974: L'ampélopède jako Gawędziarka
- 1974: Plaies et bosses jako Patsy Lackan
- 1974: Madame Baptiste jako Blanche
- 1974: Jaja (Les valseuses) jako Jacqueline
- 1974: Glissements progressifs du plaisir jako Studentka
- 1975: Le grand délire jako Marie
- 1975: Aloïse jako Młoda Aloïse
- 1975: Różyczka (Rosebud) jako Helene
- 1975: Dupont Lajoie jako Brigitte Colin
- 1975: Z przymrużeniem oka[16] jako Dziewczyna[17]
- 1976: Je suis Pierre Rivière jako Aimée
- 1976: Le petit Marcel jako Yvette
- 1976: Sędzia i zabójca (Le Juge et l'assassin) jako Rose
- 1976: Doktor Françoise Gailland[18] jako Élisabeth Gailland
- 1977: On ne badine pas avec l’amour jako Camille
- 1977: Indianie są daleko (Les indiens sont encore loin) jako Jenny
- 1977: Zepsute dzieci (Des enfants gâtés) jako sekretarka[19]
- 1977: Koronczarka (La dentellière) jako Pomme
- 1978: Violette Nozière jako Violette Nozière
- 1979: Siostry Brontë (Les soeurs Brontë) jako Anne Brontë
- 1979: Powrót do ukochanej (Retour à la bien-aimée) jako Jeanne Kern
- 1980: Bande-annonce de 'Sauve qui peut
- 1980: Wrota niebios (Heaven’s Gate) jako Ella Watson
- 1980: Ratuj się kto może (życie)[20] jako Isabelle Rivière
- 1980: Lulu (Loulou) jako Nelly
- 1980: Sukcesja (Örökség) jako Irène
- 1981: Głębokie wody (Eaux profondes) jako Melanie
- 1981: Czyste sumienie (Coup de torchon) jako Rose Mercaillou
- 1981: Skrzydła gołębicy (Les Ailes de la colombe) jako Marie
- 1981: Dama kameliowa[21] jako Alphonsine Plessis
- 1982: Pstrąg jako (La Truite) Frédérique
- 1982: Pasja (Passion) jako Isabelle
- 1983: Dziewczyna mojego kumpla[22] jako Viviane
- 1983: Od pierwszego wejrzenia (Coup de foudre) jako Lena Weber
- 1983: Historia Piery (Storia di Piera) jako Piera
- 1984: Dziwka (La Garce) jako Aline Kaminker / Édith Weber
- 1985: Wszystko naraz (Sac de noeuds) jako Rose-Marie Martin
- 1985: Grzech Charlotte (Signé Charlotte) jako Charlotte
- 1987: Okno sypialni (The Bedroom Window) jako Sylvia Wentworth
- 1986: Kaktus (Cactus) jako Colo
- 1988: Biesy (Les possédés) jako Maria Szatow, żona Iwana
- 1988: Czarny Mediolan (Milan noir) jako Sarah
- 1988: Sprawa kobiet (Une affaire de femmes) jako Marie
- 1989: Seobe jko Dafina Isakovic
- 1990: Zemsta kobiety (La Vengeance d'une femme) jako Cécile
- 1991: Pani Bovary (Madame Bovary) jako Emma Bovary
- 1991: Malina jako kobieta
- 1992: Po miłości (Après l’amour) jako Lola
- 1993: Powódź (Navodneniye) jako Sofia
- 1994: Rozstanie (La séparation) jako Anne
- 1994: Amator (Amateur) jako Isabelle
- 1995: Ceremonia (La cérémonie) jako Jeanne
- 1996: Powinowactwa z wyboru (Le affinità elettive) jako Carlotta
- 1997: Palmy pana Schutza[23] jako Maria Skłodowska-Curie
- 1997: Francuska ruletka (Rien ne va plus) jako Elizabeth / Betty
- 1998: Szkoła wdzięku (L’École de la chair) jako Dominique
- 1999: Bez skandalu (Pas de scandale) jako Agnès Jeancourt
- 1998: Szkoła wdzięku (L’École de la chair) jako Dominique
- 1997: Francuska ruletka (Rien ne va plus) jako Elizabeth / Betty
- 2000: Komedia niewinności (Comedie de L'innocence) jako Ariane
- 2000: Gorzka czekolada (Merci pour le chocolat) jako Marie-Claire[24]
- 2000: Ścieżki uczuć[25] jako Nathalie Barnery
- 2000: Dziewczęta z Saint-Cyr (Saint-Cyr) jako madame de Maintenon
- 2000: La fausse suivante jako hrabina
- 2000: Nowoczesne życie (La Vie moderne) jako Claire
- 2001: Pianistka (La Pianiste) jako Erika Kohut
- 2001: Médée jako Médée
- 2002: Obiecane życie (La Vie promise) jako Sylvia
- 2002: Deux jako Magdalena / Maria
- 2002: 8 kobiet (8 femmes) jako Augustine
- 2003: Czas wilka (Le temps du loup) jako Anne Laurent
- 2004: Moja siostra i Ja (Les soeurs fâchées) jako Martine Demouthy
- 2004: Jak być sobą (I Heart Huckabees) jako Caterine Vauban
- 2004: Moja matka (Ma mère) jako Hélène
- 2005: Gabrielle jako Gabrielle Hervey
- 2006: Własność prywatna (Nue propriété) jako Pascale
- 2006: Upojenie władzą[26]jako Jeanne Charmant-Killman
- 2007: L'amore nascosto jako Danielle
- 2007: Médée miracle jako Irène-Médée
- 2008: Un barrage contre le Pacifique jako matka
- 2008: Dom przy autostradzie (Home) jako Marthe
- 2009: Biała Afryka (White Material) jako Maria Vial
- 2009: Villa Amalia jako Ann
- 2010: Kuracja specjalna (Sans queue ni tête) jako Alice Bergerac
- 2010: Copacabana jako Elisabeth Delmotte dite Babou
- 2011: Mój najgorszy koszmar (Mon pire cauchemar) jako Agathe Novic
- 2011: Moja mała księżniczka (My Little Princess) jako Hanah Giurgiu
- 2012: Linie Wellingtona (As linhas de Torres Vedras) jako Cosima Pia
- 2012: Śpiąca królewna (Bella addormentata) jako Matka Boska
- 2012: W innym kraju (Dareun Narayeseo) jako Anne
- 2012: Miłość (Amour) jako Eva
- 2012: Pozdrowienia z raju (Captive) jako Thérèse Bourgoine
- 2012: Dubaï Flamingo jako Koza (głos)
- 2013: Znikniecie Eleanor Rigby: On[27] jako Mary Rigby
- 2013: Znikniecie Eleanor Rigby: Ona[28] jako Mary Rigby
- 2013: Nadużycie słabości (Abus de Faiblesse) jako Maud Shainberg
- 2013: Tip Top jako Esther Lafarge
- 2013: Czas zemsty (Dead Man Down) jako Valentine Louzon
- 2013: Kozioł ofiarny (Au bonheur des ogres) jako Redaktorka[29]
- 2013: Zakonnica (La Religieuse) jako Przełożona Saint-Eutrope
- 2014: La ritournelle jako Brigitte Lecanu
- 2014: Znikniecie Eleanor Rigby: Oni[30] jako Mary Rigby
- 2015: Dolina miłości (The Valley of Love) jako Isabelle
- 2015: Głośniej od bomb (Louder Than Bombs) jako Isabelle
- 2015: Asphalte jako Jeanne Meyer
- 2016: Ce qui nous éloigne jako Isabelle, żona
- 2016: Les fausses confidences jako Araminte
- 2016: Souvenir jako Liliane Cheverny
- 2016: Tout de suite maintenant jako Solveig
- 2016: Elle jako Michèle Leblanc
- 2016: Co przynosi przyszłość (L'avenir) jako Nathalie Chazeaux
- 2017: Madame Hyde jako Marie Géquil (premiera we Francji w 2018)
- 2017: La caméra de Claire jako Claire
- 2017: Marvin ou la Belle Éducation jako ona sama
- 2017: Happy End jako Anne Laurent
- 2017: Barrage jako Elisabeth
- 2018: Greta jako Greta Hideg
- 2018: Eva jako Eva
- 2018: Wyspa psów (głos francuski) jako tłumaczka Nelson
- 2020: La Daronne jako Patience Portefeux
- 2019: Frankie jako Frankie
- 2019: Blanche comme neige jako Maud
- 2019: Une jeunesse dorée jako Lucile Wood
- 2020: Garçon chiffon jako ona sama
- 2021: Joan Verra jako Joan Verra

## Seriale telewizyjne
- 1971: Les cent livres des hommes jako Gilberte, 1 epizod Du côté des chez Swann
- 1978: Il était un musicien jako Młoda dziewczyna
- 1996: Podróże Guliwera (Gulliver's Travels) jako Kochanka (głos), epizod #1.2
- 2018: Gdzie jest mój agent? jako ona sama, sezon 3, odcinek 4 Isabelle
- 2018: The Romanoffs jako Jacqueline Gerard, 1 epizod House of Special Purpose
- 2013: Le tourbillon de Jeanne jako Aude, 1 epizod L'Amour... L'Amour

## Dyskografia
- Madame Deshoulières (2001)

## Nagrody
- Złoty Glob
  - Najlepsza aktorka w
** filmie dramatycznym: 2016 Elle
- Nagroda na MFF w Cannes
  - Najlepsza aktorka: 2001 Pianistka
  - 1978 Violette Nozière
- Nagroda na MFF w Wenecji
  - Najlepsza aktorka: 1995 Ceremonia
  - 1988 Sprawa kobiet
- Nagroda na MFF w Berlinie Srebrny Niedźwiedź dla najlepszej aktorki: 2002 8 kobiet
- Nagroda BAFTA Najbardziej obiecująca aktorka: 1977 Koronczarka
- Cezar
  - Najlepsza aktorka: 2016 Elle
  - 1995 Ceremonia